# Hash cons
A hash cons a számítógép-programozásban, különösen a funkcionális programozásban egy módszer szerkezetileg egyenlő értékek megosztására. Az elnevezést a Lisp implementációk adták, amelyek cons cellákat használtak fel újra ahhoz, hogy adminisztrációs költségeket spóroljanak meg.  Leggyakoribb megvalósítása gyenge referenciákat tároló hashtáblák, amiket a szemétszedő összegyűjthet, ha kívülről nincs rájuk referencia. Mind térben, mind időben sokat javít a szimbolikus és a dinamikus algoritmusokon. Érdekes tulajdonsága, hogy két szerkezet egyenlősége konstans időben eldönthető, ami feljavítja az oszd meg és uralkodj algoritmusok hatékonyságát, ha az adathalmazok átfedő blokkokat tartalmaznak.
Ez a minta rokon a könnyűsúlyúval. Stringekre alkalmazva ezt a technikát string bekebelezésnek nevezik.

## Példa
Az alábbi Scheme nyelvű példa egyszerű, de nem túlságosan hatékony megvalósítása egy emlékező struktúrának hash táblával és gyenge referenciákkal:
```
;; weak hashes

;;

(
require
 
'hash-table
)

(
define
 
(
make-weak-table
 
.
 
args
)

  
(
apply
 
make-hash-table
 
args
))

(
define
 
(
weak-table-set!
 
table
 
key
 
data
)

  
(
let
 
((
w
 
(
hash-table-ref
 
table
 
key
 
#f
)))

    
(
if
 
w

        
(
vector-set!
 
w
 
0
 
data
)

      
(
let
 
((
w
 
(
make-weak-vector
 
1
)))

        
(
vector-set!
 
w
 
0
 
data
)

        
(
hash-table-set!
 
table
 
key
 
w
)))))

(
define
 
(
weak-table-ref
 
table
 
key
)

  
(
let
 
((
w
 
(
hash-table-ref
 
table
 
key
 
#f
)))

    
(
if
 
w

        
(
vector-ref
 
w
 
0
)

      
#f
)))

;; memoizer factory: for given (side-effect-free) procedure,

;; return a procedure which does the same memoizing some of results

;; in the sense of equal? on the whole list of args

;;

(
define
 
(
make-weak-memoizer
 
proc
)

  
(
let
 
((
cache
 
(
make-weak-table
 
equal?
)))

    
(
lambda
 
args

      
(
let
 
((
x
 
(
weak-table-ref
 
cache
 
args
)))

        
(
if
 
(
bwp-object?
 
x
)

            
(
let
 
((
r
 
(
apply
 
proc
 
args
)))

              
(
weak-table-set!
 
cache
 
args
 
r
)

              
r
)

          
x
)))))

```

## Fordítás
Ez a szócikk részben vagy egészben  a   Hash consing című angol Wikipédia-szócikk fordításán alapul.  Az eredeti cikk szerkesztőit annak laptörténete sorolja fel. Ez a jelzés csupán a megfogalmazás eredetét és a szerzői jogokat jelzi, nem szolgál a cikkben szereplő információk forrásmegjelöléseként.

## További olvasmányok
- Merkle tree
- Ershov, A.P. (1958). „On programming of arithmetic operations”. Communications of the ACM 1 (8), 3–6. o. DOI:10.1145/368892.368907.
- Jean Goubault. Implementing Functional Languages with Fast Equality, Sets and Maps: an Exercise in Hash Consing. In Journées Francophones des Langages Applicatifs (JFLA’93), pages 222–238, Annecy, February 1993.